# Magnetismo animal
Magnetismo animal (em alemão: lebensmagnetismus) foi o nome dado pelo médico alemão Franz Mesmer, no século XVIII, ao que ele acreditava ser uma força natural invisível possuída por todos os seres vivos. Mesmer acreditava que tal força poderia ter efeitos físicos, incluindo propriedades de cura. Essa hipótese ficou conhecida como mesmerismo. Ele tentou persistentemente, mas sem nenhum sucesso alcançar reconhecimento científico de suas ideias. Ele também foi inúmeras vezes acusado de charlatanismo.
Em sua origem, Mesmer almejava que o magnetismo animal se tornasse uma ciência coadunante com a filosofia e a religião, buscando a melhor compreensão, não apenas do universo tangível, mas também do que chamava de universo energético e fluídico. Fundamentado como doutrina, o mesmerismo com seu conjunto de aforismos, é relatado como um dos primeiros movimentos em larga escala a tentar aproximar do mundo acadêmico ocidental, os supostos fenômenos paranormais.
Esta teoria vitalista atraiu vários seguidores na Europa e Estados Unidos, e foi popular no século XIX. Os praticantes eram conhecidos como magnetizadores, em vez de mesmeristas. Por cerca de 75 anos, desde seu início, em 1779, foi uma importante especialidade médica e continuou a ter alguma influência por cerca de mais 50 anos. Centenas de livros foram escritos sobre o assunto entre 1766 e 1925.
Em 1784, uma Comissão Real, composta por figuras notáveis como Antoine Lavoisier, Benjamin Franklin e Joseph-Ignace Guillotin, investigou o Magnetismo Animal de Mesmer a pedido do rei francês Luis XVI. Os testes cegos conduzidos por eles revelaram que os pacientes só sentiam os efeitos do magnetismo quando acreditavam que ele estava sendo aplicado, levando à conclusão de que as curas observadas eram resultado da "imaginação".
Hoje em dia é quase inteiramente esquecida e desde o fim do século XIX, as pessoas que ainda defendem a teoria do magnetismo animal são, essencialmente curandeiros e adeptos de ciências ocultas.
Mesmo que presente em alguns países, suas práticas não são reconhecidas como parte da ciência médica, e são considerados por muitos médicos e pelos cientistas como placebo e autossugestão, através do processo universal conhecido como resposta de esperança.
O mesmerismo exerceu grande influência no desenvolvimento da doutrina espírita. O método de Mesmer influenciou também a hipnose moderna.

## Etimologia

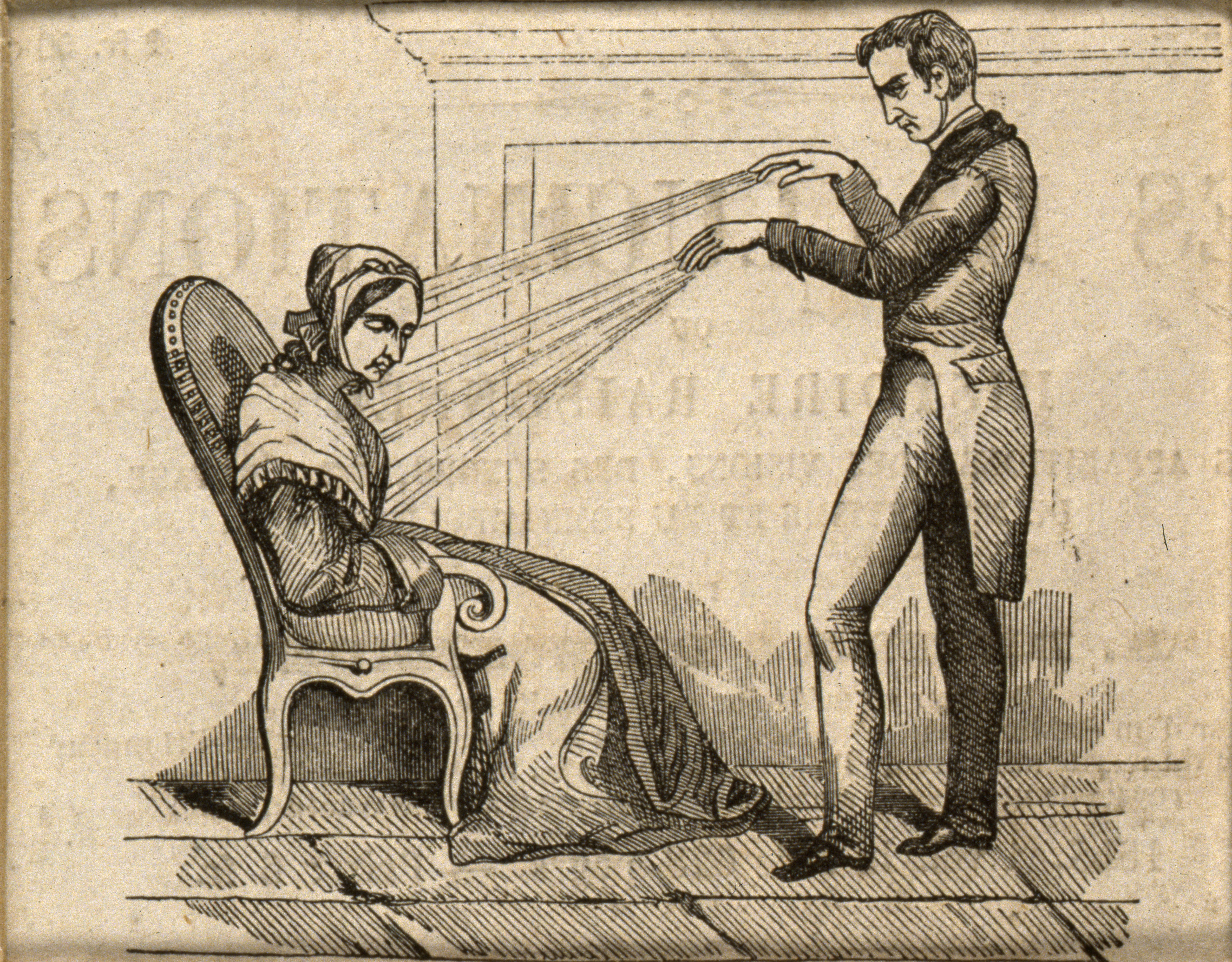

O termo magnetismo animal surgiu como um neologismo, mais precisamente de uma palavra-valise em junção com uma palavra adjetiva (magnétisme + animus).

## História do Magnetismo

### Medicina magnética do século XVII
A maior parte dos representantes da medicina magnética do século XVII, que se apresentava como uma corrente de conhecimento médico, sofreram influência dos pais fundadores da magia natural, como Paracelso, Marsilio Ficino, Roger Bacon ou Pietro Pomponazzi. Eles descrevem a saúde como um estado de harmonia entre o microcosmo do indivíduo e o macrocosmo celestial, contendo fluidos, ímãs e influências ocultas de todos os tipos Para Paracelso, o poder interior da alma pode se manifestar no exterior do organismo que anima e agem sobre o corpo, a vontade e as representações dos outros. Para ele, a imaginação é a força mágica por excelência, que representa o poder de agir sobre os outros.
O médico inglês Robert Fludd, influenciado por Paracelsus, pratica a medicina à distância, à qual ele atribui os efeitos à "unção de simpatia". Entre os representantes do movimento, encontra-se o alemão Rudolph Glocenius, que segundo Gockel, acredita que a natureza é governada por uma força motriz, presente em todos os lugares, mas discreta, regida pela lei da atração e repulsão. O médico belga Jan Baptist van Helmont desenvolve ideias semelhantes às de Gockel. Para Gockel e de Van Helmont, o magnetismo, pela sua dimensão, tanto na teoria e na prática, é parte do domínio da magia. Van Helmont escreveu: "toda ciência oculta ou que coloca acima daquela que adquirimos pela observação e o cálculo é magia; toda potência que não pertence a uma ação mecânica é uma potência mágica".  Para ele, qualquer homem é capaz de influenciar seus semelhantes à distância se uma ligação entre o operador e o paciente for criada e se a sensibilidade do paciente for exercida.
O jesuíta alemão Athanasius Kircher, conhecido por seus experimentos com animais, também acreditava que o magnetismo atuasse como um princípio explicativo de todos os fenômenos naturais. Ele explica o "magnetismo do amor" como uma lei fundamental cósmica de atração entre os seres vivos, atração esta que é a origem tanto dos elos eróticos como da a cura das doenças pelo tratamento magnético.
Entre os representantes tardios desta corrente, encontram-se o médico escocês William Maxwell e Fernando Santanelli.
Depois da descoberta do eletromagnetismo por Hans Christian Ørsted, em 1820, e das contribuições de Ampère e Faraday, o entendimento da física do magnetismo progrediu rapidamente. Durante o mesmo período, a medicina avança e descobre que os nervos não são controlados por um fluido magnético. Todas estas descobertas vão contra as ideias do magnetismo animal, que incidia na existência do fluido. Depois do século XIX, os adeptos da teoria do magnetismo animal são essencialmente os curandeiros e adeptos de ciências ocultas.

### Era mesmérica

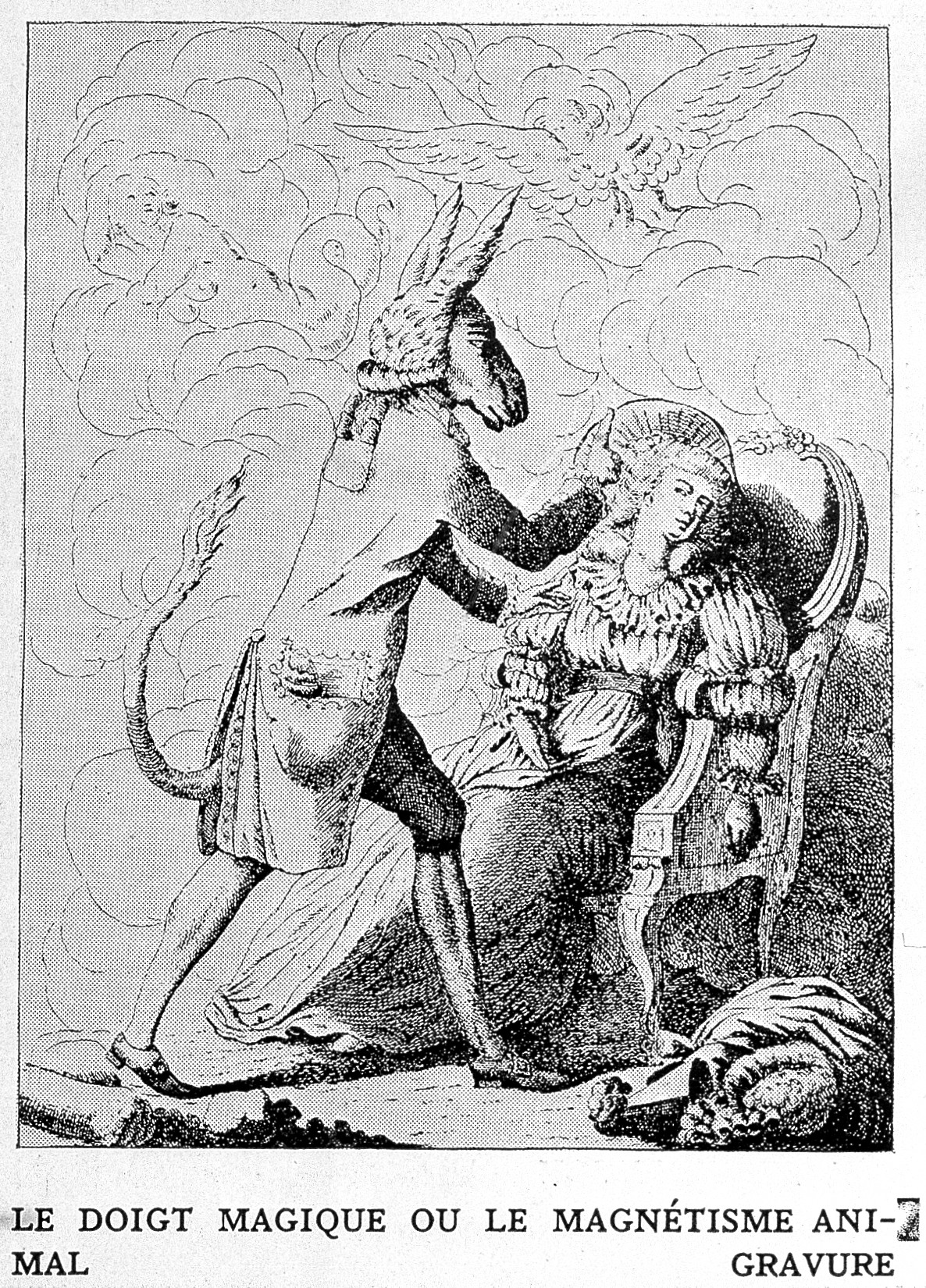
Descrição de charlatismo referindo ao magnetismo animal como "Dedo mágico"

Franz Anton Mesmer foi quem postulou a existência de um fluido magnético universal o qual poderia fazer uso terapêutico. Introduziu o termo magnetismo animal em 1773.
Mesmer queria ter condições de interpretar racionalmente os fenômenos e energia que, conectada ao corpo humano, seria responsável por muitas manifestações, entre elas; transes e curas. E, como tal, denotavam-no referir-se ao irracional ou a magia. Enquanto ele queria fundamentar o magnetismo como ciência, trazendo este da condição sobrenatural para um estudo das propriedades de uma condição natural, isso levou por seus detratores a divulgar sobre ele o arquétipo de charlatão e ao magnetismo animal a condição de uma pseudociência. Desde que se tornou público, o magnetismo animal virou objeto de controvérsia, principalmente na França, onde a Faculdade de Medicina condenou a não ser praticado pelos médicos desde o ano de 1784. Isso não impediu que o magnetismo animal continuasse a se espalhar de várias formas, pois alguns magnetizadores continuaram a atribuir os efeitos dos estudos de Mesmer aos fluídos, outros atribuindo-lhes a vontade e outros ainda a imaginação do magnetizador e magnetizado.
François Deleuze afirmava ser a vontade a matriz e motriz responsável pela atuação dos fluídos, e que se fosse pela imaginação não haveria como os vidente sonâmbulos perceberem sua atuação em objetos inanimados mesmo sendo imantados sem que as cobaias estivessem próximas. Os que defendiam a ideia das imaginações serviram de fonte para as teorias da hipnose desenvolvidas por médicos como James Braid ou Ambroise-Auguste Liébault. E outros ainda denotam o processo magnético em estreito contato com espíritos. Franz Anton Mesmer publicou em 1766, em Viena, De l'influence des planètes sur le corps humain (A influência dos planetas sobre o corpo humano). Foi fortemente influenciado por Newton, Galileu, Kepler, Copérnico e pelos Aforismos de Hipócrates, além de seu mestre professor Universitário. Mesmer é descrito como plagiador de alguns autores como o caso de Richard Head. Depois viria uma injúria do padre jesuíta Maximilian Höll (Hell) sobre a descoberta do uso terapêutico de placas magnéticas as quais Mesmer as achavam sem utilização, onde as mesmas só seriam úteis após serem transformadas em magnetos mesméricos, o que não ocorreria se não fossem mesmerizados.
| “ | Os escritos de Padre Höll repetido sobre este assunto, entregou ao público, sempre ávido por uma específica contra a doença do nervo, a opinião infundada, ou seja, que a descoberta em questão consistiu apenas no uso do ímã. Eu escrevi a minha vez de destruir este erro ao publicar a existência do MAGNETISMO ANIMAL, essencialmente distinta do ímã; mas o público avisado por um homem de reputação, permaneceu em seu erro. | ” |

Após sua retificação, e subtraído o magnetismo mineral de sua doutrina, é determinado que seu tratamento viria de seu potencial magnetizador, nascendo então o nome Magnetismo Animal.
No ano de 1775, os exorcismos do Padre Johann Joseph Gassner começaram a ser investigados por uma comissão nomeada por Maximilian Joseph III da Baviera após este eleito. Esta mesma comissão intima Mesmer ir a Munique e em 27 de Maio 1775 ele prova sua capacidade de fazer surgir e desaparecer nos pacientes vários sintomas sem o uso de exorcismo. No dia seguinte, na presença do Tribunal e da academia, ele diz:
| “ | Gassner curou os doentes por magnetismo animal sem perceber. A partir desta perspectiva, podemos considerar a relação entre o magnetizador e o magnetizado. | ” |

## As primeiras fundamentações escritas sobre o Mesmerismo
Em fevereiro de 1778, Mesmer chegou a Paris onde tentou, sem sucesso, obter reconhecimento da Académie des Sciences, da Société Royale de Médecine e da Faculté de médecine de Paris. Retirando-se para a aldeia de Créteil publicou seu artigo: Memória sobre a descoberta do magnetismo animal em 1779 com o apoio do seu primeiro grande convertido, o médico Charles Deslon.

#### A tina de Mesmer

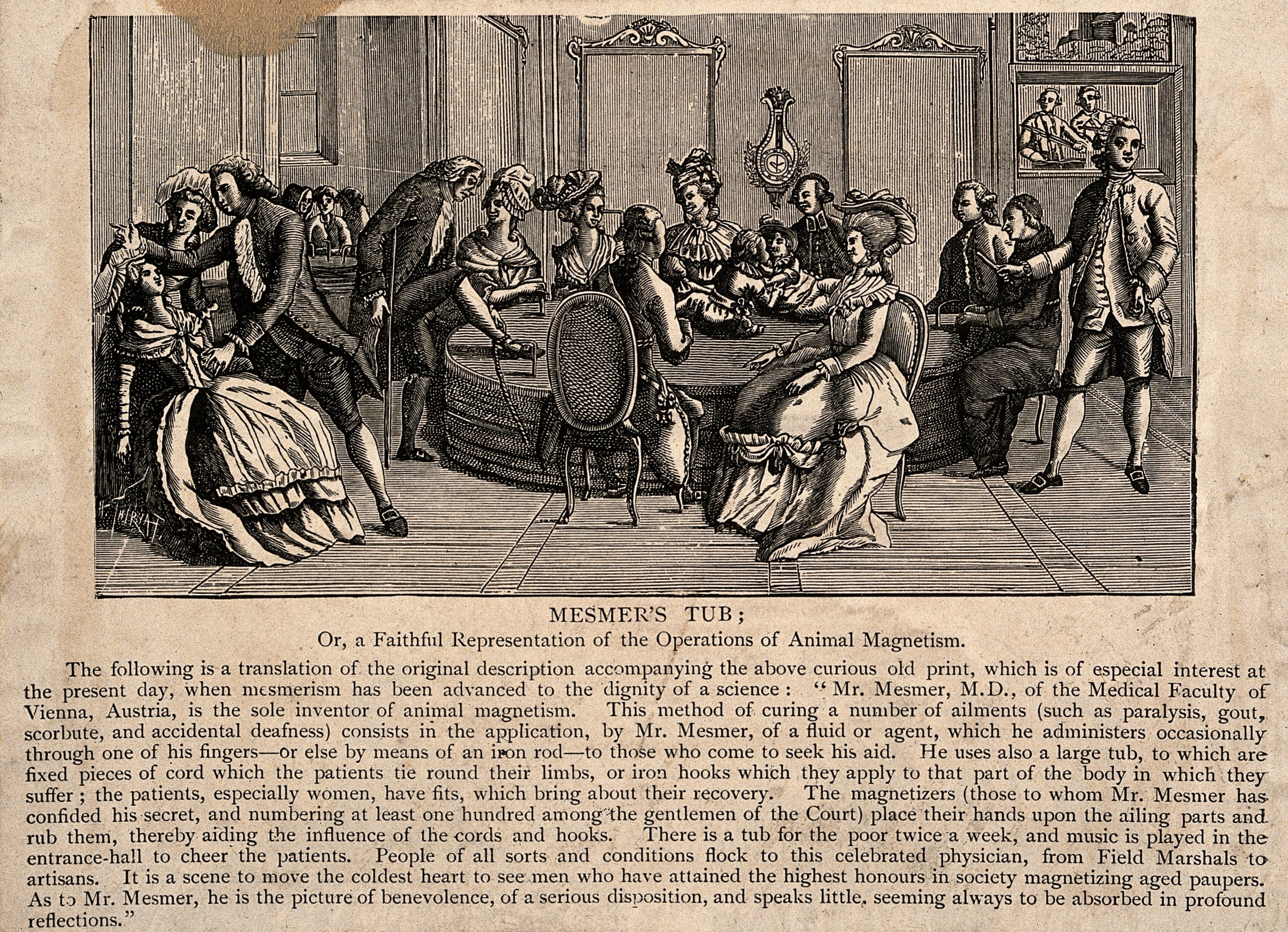
Descrição da tina

Mesmer admitindo cada vez mais pacientes, em 1780 introduziu um novo método de atendimento coletivo com a chamada Tina de Mesmer, através da qual ele poderia tratar mais de trinta pessoas ao mesmo tempo. Eram dispostas as pessoas em torno desta celha, a qual, na parte superior dispunha de hastes de metal, que era tocada pelos clientes.
No período destes tratamentos coletivos, em torno da tina de Mesmer, ocorreram eventos denominados "crises magnéticas", durante o qual as mulheres ricas da sociedade perdiam completamente o controle, caindo em histeria, sofrendo desmaios e convulsões.
Mesmer afirmava que estes eventos tinham valor terapêutico. Em casos de convulsões violentas, os pacientes eram levados para uma sala acolchoada chamada sala de crise, onde ali ficariam até que as mesmas cessassem.

### Avaliação científica do conselho real de 1781
Em 1781 o Rei Luis XVI, sua esposa e membros de sua corte, solicitaram à Academia Francesa de Ciências que investigasse Mesmer e suas supostas curas. A academia nomeou uma comissão composta por: Benjamin Franklin, Antoine Lavoisier, o então prefeito de Paris Jean Sylvain Bailly e Joseph-Ignace Guillotin. Esta comissão foi encarregada de investigar Mesmer e suas afirmações de cura. Um dos testes se constituiu na magnetização de uma árvore por um preposto de Mesmer, e a posterior identificação desta por um jovem com os olhos vendados. Ele deveria identificar a árvore que apresentasse maior força magnética. O rapaz reportou várias sensações e afirmava que a força magnética estava aumentando mesmo quando se distanciava da árvore. O experimento terminou com o rapaz desmaiando.
O conselho refutou o mesmerismo, mas confirmou os trabalho realizado por Mesmer, alegando ser estes realizados pela sugestão.

## As principais correntes de magnetismo
Quando Mesmer deixou Paris em 1785, a prática do magnetismo animal estava prosperando, apesar das proibições da faculdade, o mesmerismo foi representado por três correntes principais e apenas surgindo uma nova corrente após a Restauração Francesa:
- Os mesmeristas explicavam as mudanças fisiológicas e psicológicas provocadas pelo magnetização com foco em fluxo de fluido. Sua concepção dominante resolutamente materialista e fisicalista, está próximo aos dos médicos, como Désiré Pététin, preferem falar de eletricidade vital.
- Os psicofluidistas[52] veem a vontade como o verdadeiro agente da ação magnética, mas mantêm a premissa de um fluido como um veículo curativo. Os teóricos dessa corrente reivindicam a razão, acreditando que o sonambulismo revela os potenciais e premissas latentes da alma.
- Os Espiritualistas foi uma corrente vinculada a um ramo místico de Maçonaria[53] os quais como os Espíritas[54][55] (que só surgiram após a Restauração Francesa) pensam que seus pacientes reagem diretamente sobre a reação da vontade e da oração. Podendo relatar ainda que, durante os transes, tais magnetizados, entram em contato com anjos ou espíritos.
- Os imaginacionistas surgiram após a Restauração, para os quais, nem a vontade do magnetizador, ou qualquer fluido intervenientes eram reconhecidos como pautáveis em suas teorias. Para eles, o magnetismo é apenas competências internas, colocando-os acima dos magnetizados em relação aos poderes da imaginação, o que poderia alterar drasticamente a totalidade psico-orgânico do mesmo.

### Psicofluidistas

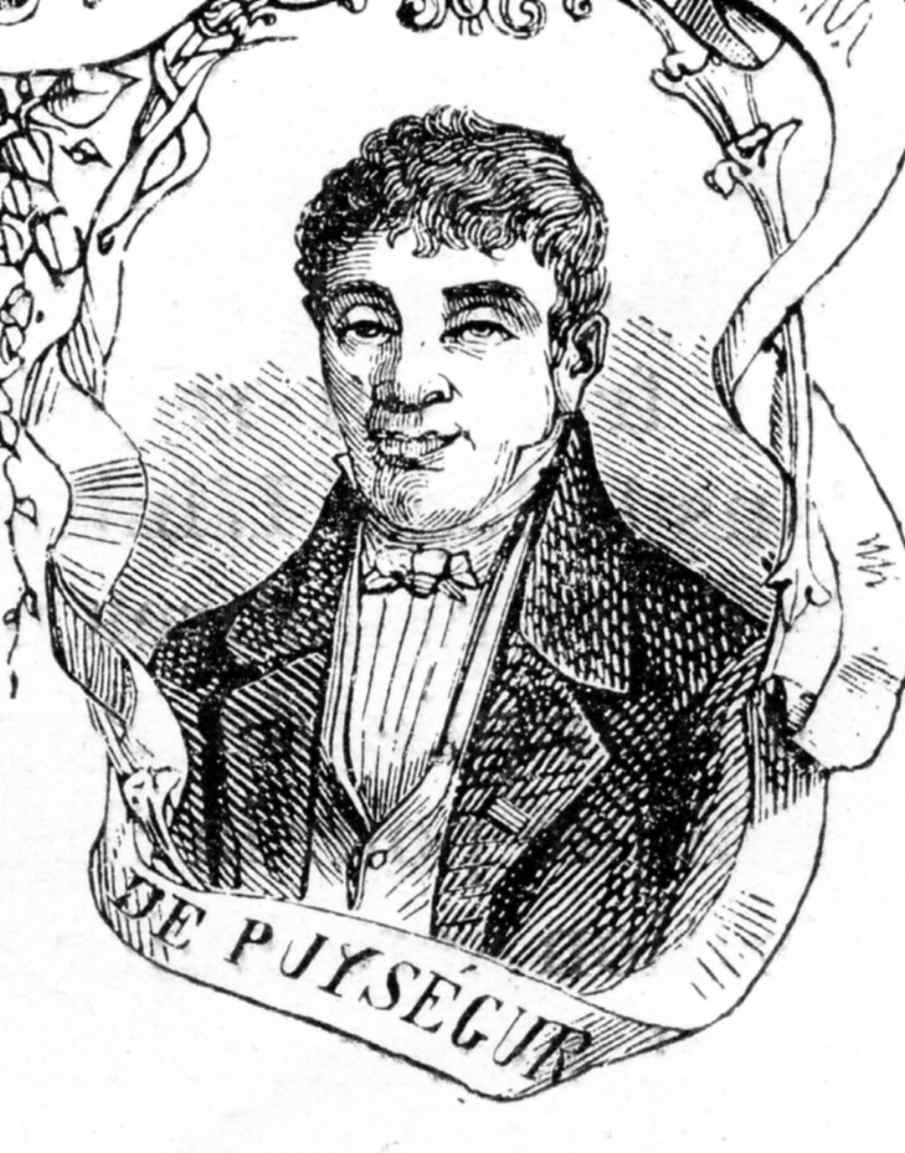
Amand Marie Jacques de Chastenet de Puységur

Admitindo-se a hipótese de um fluido universal, os psicofluidistas, conduziam suas teorias, mas insistentemente, defendendo o potencial que é a vontade do magnetizador e sua convicção com o magnetismo, para realização do tratamento de seu paciente. Além disso, para eles, a vontade do operador, em vez de impor a vontade ao paciente, seria somada com a do mesmo, sendo assim, o sucesso é a soma das vontades e adminículo dos dois.
O Marquês de Puységur, oficial da artilharia, Armand Marie Jacques de Chastenet, foi seu maior divulgador. Sendo ele, um dos primeiros persuadido por seus dois irmãos mais jovens, a entrar na Companhia de Harmonia Universal, para seguir os ensinamentos de Mesmer.
Entre 1807 e 1813, Puységur publicou várias obras em favor do magnetismo e realizou diversas demonstrações em conjunto com jovem camponês Hébert para muitas autoridades médicas, incluindo o médico Franz Joseph Gall. E em 1815, revitalizou a Société de l'harmonie em nome de Mesmer e do magnetismo.
Em 1814, com interesse nos escritos de outro adeptos do magnetismo animal, o naturalista Joseph Philippe François Deleuze, colaborador de Antoine Laurent de Jussieu, no Museu Nacional de História Natural, em Paris, desenvolveria a publicação de jornal, os Anais de magnetisme, em que expõe os experimentos conduzidos por magnetizadores em toda a Europa. Estas edições tornar-se-ia a Biblioteca do Magnetismo Animal de 1818. Deleuze defende o magnetismo contra os positivistas da academia, mas também contra a ala direita da Igreja Católica, representada em particular pelo Padre Fustier, Padre Wurtz e o abade Fiard que viam no magnetismo nada mais que uma conspiração maçônica para minar as bases do Cristianismo, uma condição ameaçadora para a igreja tendo em seus bastidores o próprio Satanás. Outros Magnetizadores psicofluidistas foram Charles de Villers, Auguste Leroux, AA Tardy de Montravel, Louis Joseph Charpignon, Casimir Chardel, Charles Lafontaine e o médico Alphonse Teste. Os membros desta corrente publicaram a maior parte da sua doutrina no Revue du magnétisme (Jornal do magnetismo).

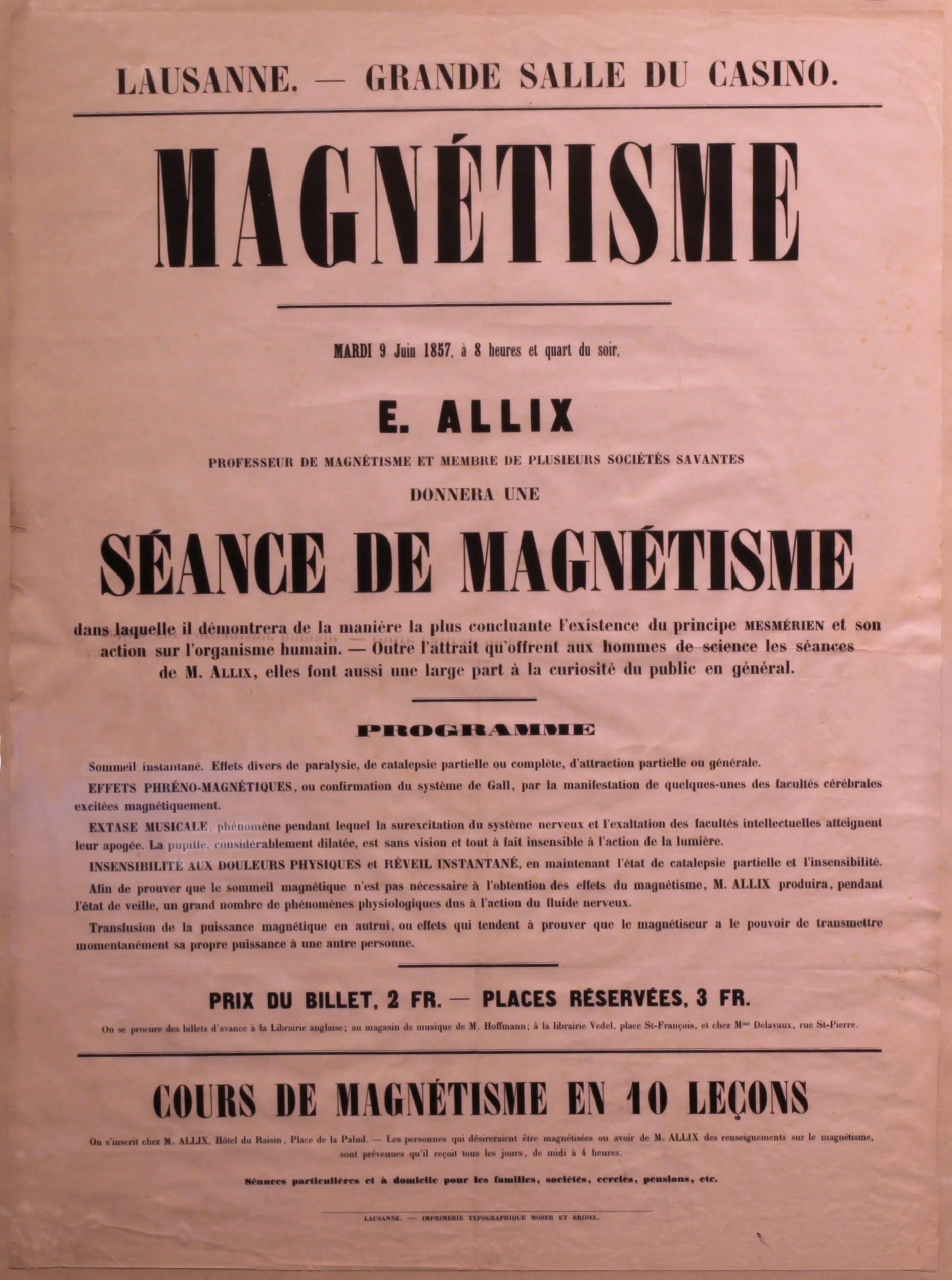
Cartaz de uma sessão pública de magnetismo animal em 1857.

### Mesmerismo espiritualista
Os espiritualistas são a parte de uma corrente cristã desde o Iluminismo, atribuído a um ramo místico da Maçonaria. Seu líder foi o teósofo Louis Claude de Saint-Martin, e o iniciador desta corrente de pensamento foi Martinez de Pasqually o qual foi fortemente influenciado pelas obras de Emanuel Swedenborg. Saint-Martin tornou-se o vigésimo sétimo membro da "Société de l'Harmonie" (Sociedade da Harmonia), em 4 de Fevereiro de 1784, mas gradualmente longe de Mesmer, ele insistiam na inexistência materialista da a ação do fluido. Alguns espiritualistas afirmam agir diretamente sobre o paciente, sem a influência de um fluido, pela vontade e oração. Outros consideravam o contato do magnetizado com entidades supra-humana. Estes teosofistas magnetizadores Lyon trabalhavam com mulheres sonâmbulas com quem supunha-se ter uma relação especial com as condições extra humanas. Dentre essas mulheres pode-se incluir: Jeanne Rochette e Marie Louise de Vallière Montspey. Além das polêmicas com os psicofluidistas, sabemos que Puységur frequentava a estes ambientes, especialmente através da Loja Maçônica "A franqueza de Estrasburgo", à qual pertencia com seus irmãos e cujo ritual foi inspirado por aquele que tinha inspirado Jean-Baptiste Willermoz, outro discípulo de Pasqually. Além disso, como Puységur, Pasqually colocar ênfase na importância da  vontade  na cura magnética.
Ele também é um dos espiritualistas posteriores Louis Alphonse Cahagnet e Henry Delaage. A outra parte dos espiritualista conta partir de agosto de 1813, na pessoa de José Custódio da Faria o qual dá em Paris um curso sobre sonambulismo provocado, o qual ele prefere chamar o sono lúcido. Uma testemunha contemporânea, o médico Alexandre Bertrand, descreve seu método:
| “ | A pessoa que queria se submeter à sua ação foi colocado em uma cadeira, e prometeu fechar os olhos e meditar; Então, de repente, se soltou em um sono, a voz em forma imperativa, que era geralmente produzida sobre o paciente dava tal impressão para produzir nele uma ligeira agitação do corpo inteiro, calor, sudorese e às vezes, o sonambulismo. | ” |

Abade Faria, tanto contesta: a teoria do fluido de Mesmer quanto a teoria do Marquês de Puységur no papel decisivo da vontade do terapeuta na introdução do transe magnético. Ele também negava a personalidade do magnetizador qualquer poder efetivo sobre o paciente dizendo ser teorias populares sobre os poderes sobrenaturais. Para ele, o sono lúcido só era liberado pelos poderes ocultos da alma, expressando a forma velada e fragmentária dos sonhos. DescreveFaria que o magnetizador só ajuda o paciente a acessar seus recursos internos. Faria foi ridicularizado na imprensa, especialmente em uma série de cruéis artigos de Victor-Joseph Étienne de Jouy e, em seguida, a partir de 1816, em um pedaço de Vaudeville por Jules Vernet por título La magnétismomanie. Refutado pelos psicofluidistas, que não perdoam-lhe a sua rejeição do fluido, e criticado por seus colegas eclesiásticos, que o acusam de se aliar com as forças demoníacas, tendo assim que fechar a sua sala de conferências e retirar-se para um internato para meninas como capelão.

### Os imaginacionistas
Os imaginacionistas rejeitavam a ideia de fluidos independentemente de sua origem e não aceitavam também a potencialidade da vontade. Eles deferiam a ideia de que tudo era impulsionado pela imaginação. O médico Alexandre Bertrand, inicialmente defensor das ideias psicofluidistas, após um período refaz suas teses mudando para a linha de pensamento imaginacionistas.  Aos poucos, inicia-se em relação aos fluidos os vários médicos céticos de renome, como Henri-Marie Husson assistir às experiências que se alinham à causa do magnetismo. Também encontrado entre eles Barão Étienne Félix d'Henin de Cuvillers, editor da revista Archives du magnétisme animal de 1819, o filósofo Maine de Biran, General François-Joseph Noizet.

## Controvérsias científicas

### Na França

#### A comissão de Louis XVI

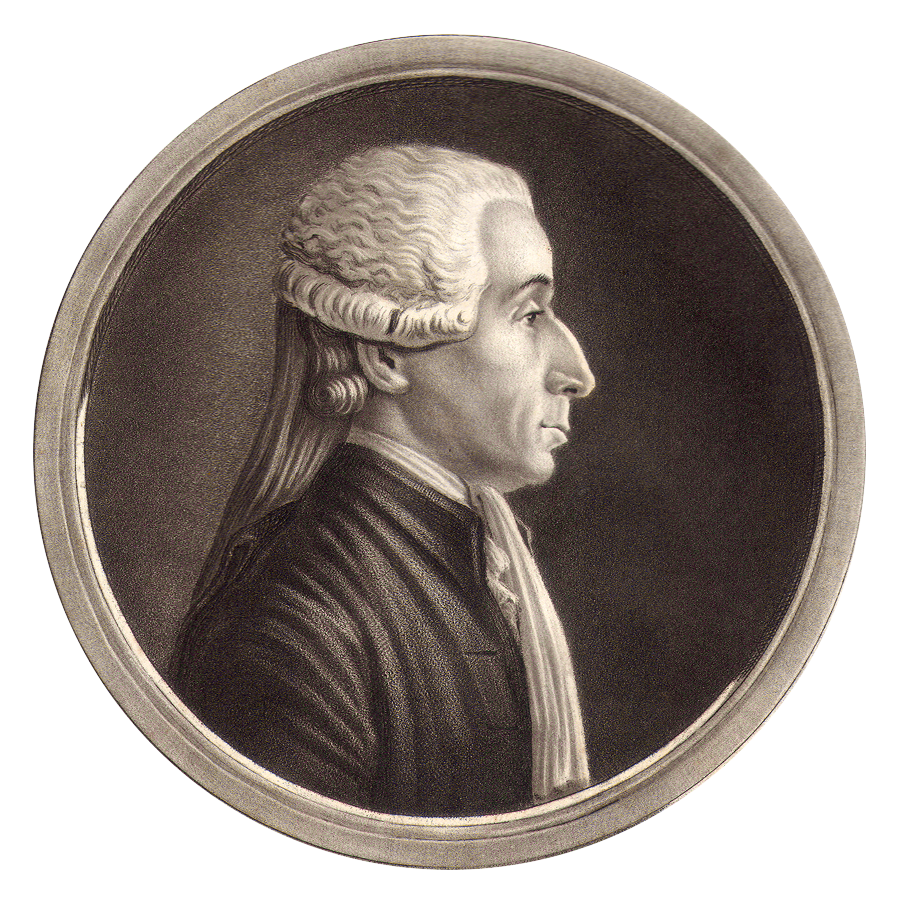
Jean Sylvain Bailly

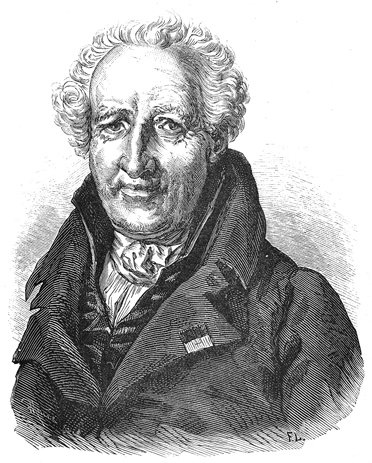
Antoine-Laurent de Jussieu

Em 1784, diante de rumores e alguns casos de cura em lugares altos, Louis XVI nomeou duas comissões para estudar a prática do magnetismo animal:
- A primeira comissão ocorreu a 12 de março, e foi composta por quatro médicos da “Faculté de Paris” (Faculdade de Paris): Michel Joseph Majault, Charles Louis Sallin, Jean d'Arcet, Joseph-Ignace Guillotin ; e cinco membros da “l'Académie des sciences” (Academia Real das Ciências): o químico Antoine Lavoisier, o físico Jean-Baptiste Le Roy, o oficial naval Gabriel de Bory, o astrônomo Jean Sylvain Bailly e o embaixador dos Estados Unidos Benjamin Franklin;
- A segunda, ele próprio nomeou o Barão de Breteuil em 05 de abril daquele mesmo ano, é foi composta por membros da “Société royale de Médecine” (Sociedade real de medicina): Charles-Louis-François Andry, Mauduyt de La Varenne, Claude-Antoine Caille, o botânico Antoine-Laurent de Jussieu e Pierre-Isaac Poissonnier.

Os comissários basearam suas observações no trabalho de um dos discípulos de Mesmer, o médico Charles Deslon, que, ao contrário de seu mestre, concordou em compartilhar sua experiência com eles. Em seus experimentos, os comissários observaram que um paciente teve uma crise na crença equivocada de que estava sendo mesmerizado. Outro paciente foi levado diante de cinco árvores no jardim de Franklin, das quais apenas uma havia sido magnetizada por Deslon, mas ele desmaiou ao pé de uma das outras quatro. Na casa de Lavoisier, um copo de água comum provocou convulsões em um paciente que, sem saber, havia bebido o conteúdo de um copo de água normal, acreditando que estava magnetizada. Em seu relatório oficial, Lavoisier disse que 
| “ | é sobre as coisas que podemos ver ou sentir que é importante para se proteger contra os desvios da imaginação" | ” |

. O relatório oficial da outra placa faz conclusões muito semelhantes aos de Bailly e Jean Sylvain Bailly também afirma, em um relatório secreto para o rei que:
| “ | o tratamento magnético só podem ser prejudiciais à moral. | ” |

Ele ressalta que:
| “ | o homem que magnetiza mulheres geralmente mantém os joelhos delas confinado aos seus, portanto, em contato. A mão é aplicada à parte doente e por vezes os ovários; tato por isso é tanto aplicado a um número infinito de partes nas imediações das partes mais sensíveis do corpo ... nisso a atração mútua entre os sexos deve estar em pleno vigor. | ” |

Antoine-Laurent de Jussieu, por sua vez, se recusa a assinar o mesmo documento, ele e seus colegas publicaram um contra-relatório que afirma que "a influência física do homem sobre o homem" com ou sem tocar deve ser aceita. Deslon publica também uma retórica ao relatório no qual ele criticou os métodos e conclusões dos comissários. Argumentando que
| “ | se a imaginação medica é a melhor, por que nós não podemos fazer uma medicina imaginativa?. | ” |

Além disso, os defensores do magnetismo animal defenderam que o conceito “IMAGINAÇÃO” permite aos comissários desqualificar o magnetismo sem ter que correr o risco de definir, investigar mais profundamente ou invocam esta condição, portanto, sem ter que produzir testemunha confiável para a “Definição”.
Na sequência da publicação em 24.000 exemplares dos dois relatórios oficiais, a “Faculté de médecine de Paris” (Faculdade de Medicina de Paris) impõe aos seus membros magnetizadores a assinar um ato de renúncia em que se comprometem a garantir que:
| “ | nenhum médico irá declarar adepto do magnetismo animal nem por seus escritos ou praticando-o | ” |

.

#### O relatório de Husson

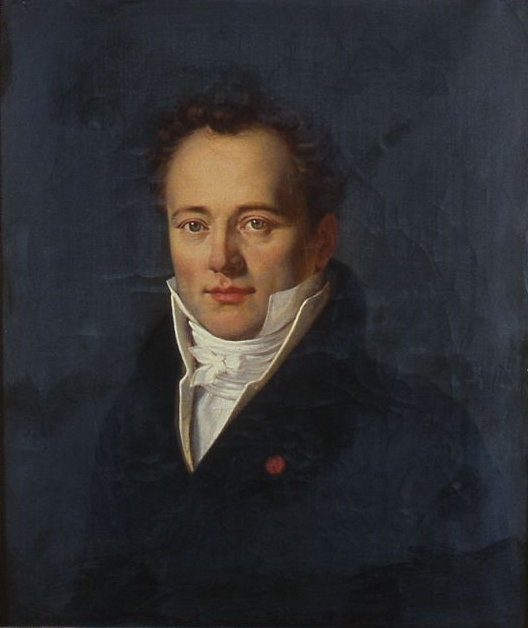
Drº MD Henri-Marie Husson

No início do século XIX, a opinião da academia permanece largamente desfavorável ao magnetismo animal, como evidenciado no panfleto privado publicado em 1812 por Antoine-François Montegre de Jenin, o secretário da Academia de Medicina, no qual ele acusa o magnetismo 
| “ | ser contrária à razão, moralidade e levar os homens a brutalidade | ” |

E o artigo de Julien-Joseph Virey, publicado no Dicionário de Ciências Médicas em 1818. Não foi desenvolvido até 1825 quando o médico, Dr. Pierre Foissac, direciona para a Academia de Medicina a defesa, uma revisão da "memória do magnetismo”.

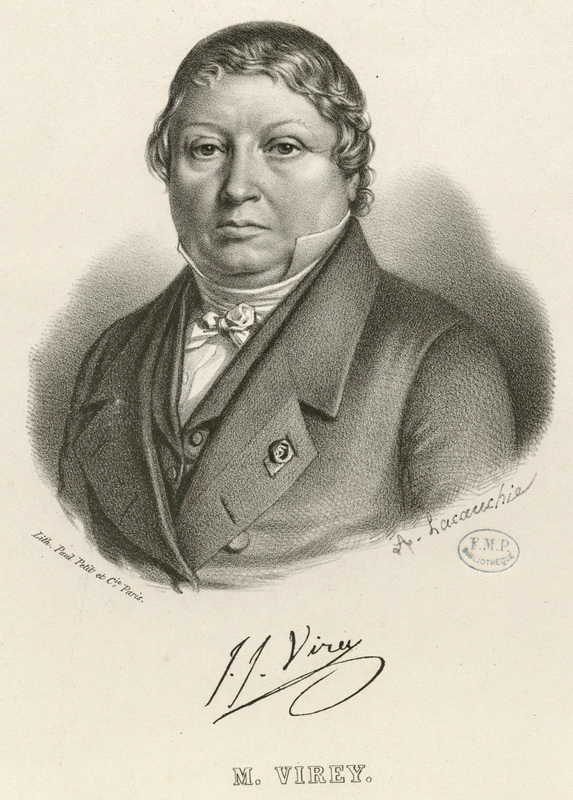
M. Julien-Joseph Virey

Onde ele afirmava que o sonambulismo magnético é susceptível de abrir novos caminhos para a fisiologia e psicologia. A reunião pública realizada em 20 de janeiro de 1826 para julgar a adequação desta avaliação. Enquanto alguns membros da academia consideravam ainda as conclusões dos oficiais de Louis XVI como válidas.
O professor Henri-Marie Husson, médico-chefe do Hospital Hotel Dieu, observou que as teorias adotadas, os meios utilizados e os efeitos obtidos em tratamentos magnéticos mudaram desde os dias de Mesmer.
Em 1826, Husson cria uma comissão oficial para se pronunciar sobre o magnetismo animal. A comissão iniciou seus trabalhos em janeiro de 1827 e apresentaram as suas conclusões para a Academia de Ciências, em 21 e 28 de Junho de 1831, reconhecendo que a maioria dos fenômenos magnetismo eram reais. Em particular, o relatório cita a remoção de um tumor feita em 1829 pelo cirurgião Jules Cloquet em sono magnético, durante o qual o paciente não mostra nenhum sinal de dor.
O relatório também descreve como Foissac curou através do mesmerismo o paralítico Paul Villagrand considerado incurável tanto pelo doutor François Broussais como por outros médicos. Neste relatório, o que causou um escândalo e não foi publicado pela academia, foi a citação a Comissão onde afirma que:
| “ | Considerado como um fenômeno fisiológico ou como terapia, o magnetismo deve encontrar o seu lugar no contexto do conhecimento médico [...] a Academia deve incentivar a pesquisa sobre o magnetismo como um ramo muito curioso de psicologia e História Natural. | ” |

#### Dubois e sua rejeição dos protocolos experimentais
Em 1833, o médico Frédéric Dubois (d'Amiens) publica um panfleto atacando os magnetizadores e o relatório de Henri-Marie Husson que já havia sido publicado por Foissac. Neste texto, Dubois assimila todos os magnetizadores como charlatães e diz 
| “ | revoltado ao ver a reputação de personagens sérios comprometidos por malabarismo indigno | ” |

Em 1837, uma comissão chefiada pelo Dubois foi nomeada para estudar os fenômenos magnéticos apresentados pelo médico Dr. Didier Berna. Berna oferece protocolos experimentais que não é aceita pela comissão que relata de forma contrária mesmo sem fundamentação. Além disso, Berna havia exposto aos comissários que se comprometia com a assinatura dos protocolos experimentais em cada reunião, o que foi recusado. O Comitê de Dubois fez meia dúzia de experimentos em dois sonâmbulos e tiraram suas conclusões absolutamente opostas às de Husson.
De acordo com o seu relatório, que é lido na Academia de Medicina, em 12 e 17 de agosto de 1837, nenhum dos supostos fenômenos realizados pelos magnetizadores podem ser observados.
Apesar dos protestos de Husson e Berna, em 15 de junho de 1842, a Academia de Medicina decide não tomar interesse no magnetismo animal.

### Na Europa

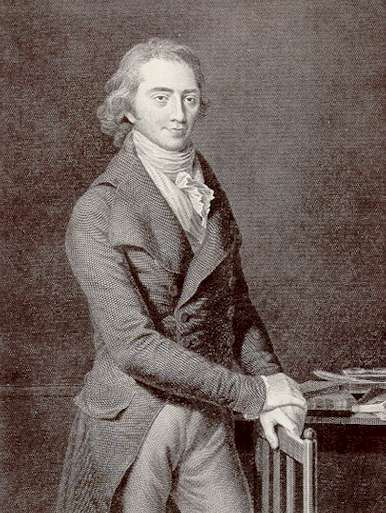
Christoph Wilhelm Hufeland.

Enquanto na França as autoridades científicas quase sempre rejeitaram o magnetismo, a situação foi diferente na Prússia. Em 1812, o governo prussiano nomeou uma comissão de inquérito que publicou em 1816 um relatório favorável ao magnetismo. Posteriormente, as Universidades de Berlim e Bonn criaram as cátedras mesméricas. Entre os mesmeristas alemães incluem os médicos David Ferdinand Koreff, Christoph Wilhelm Hufeland, Karl Alexander Ferdinand Kluge, Karl Christian Wolfart, Karl Schelling, Arthur Lutze, Carl August von Eschenmayer e Justinus Kerner.
Em 1815, o czar Alexander I nomeou uma comissão que concluiu que o magnetismo é um verdadeiro agente, mas só deve ser realizado por médicos instruidos.
No ano de 1817, o rei Frederick VI da Dinamarca publica uma ordem semelhante sobre o mesmo assunto.
O Mesmerismo encontra terreno fértil na Suíça, mais precisamente em Lausanne no ano de 1786, graças ao francês Michel Servan, Procurador Geral do Parlamento de Grenoble. Várias sessões privadas são organizadas sob a sua liderança, apesar do parecer negativo do médico Auguste Tissot. John Bell foi o primeiro a praticar e ensinar o magnetismo animal em Londres nos anos de 1780.
Em 1786, as "Memórias da história e ao estabelecimento do magnetismo animal" do Marquês de Puységur surge na velha Londres. Em torno de 1787, o doutor J.B. Mainauduc, aprendiz de Charles Deslon, sai da França e vai ensinar o magnetismo. O interesse no magnetismo é retomado em 1833, seguindo da tradução em Inglês do relatório de Husson e publicado na revista médica The Lancet por J.C. Colquhoun, magnetizador treinado na Alemanha. Em 1837, Jules du Potet de Sennevoy, que conduziu os experimentos para comissão de Husson, "exporta" a prática do magnetismo animal para a Inglaterra que se torna a forma particular de tratamento do médico Inglês John Elliotson.
O último estágio de extrapolação do mesmerismo na Europa se faz com o médico James Esdaile na Índia britânica, um precursor do uso do magnetismo animal na Anestesiologia. Elliotson e demitido do posto de professor no University College de Londres no ano de 1838 sob pressão da Revista Médica. The Lancet, cujo diretor, Thomas Wakley tinha apoiado inicialmente o mesmerismo. O magnetismo é expulso da instituição britânica, mas, ao contrário da França, nenhum decreto oficial vem impedir ou limitar a prática. De 1843 a 1856, Elliotson publica a revista The Zoist dedicada ao magnetismo animal.

### Nos Estados Unidos

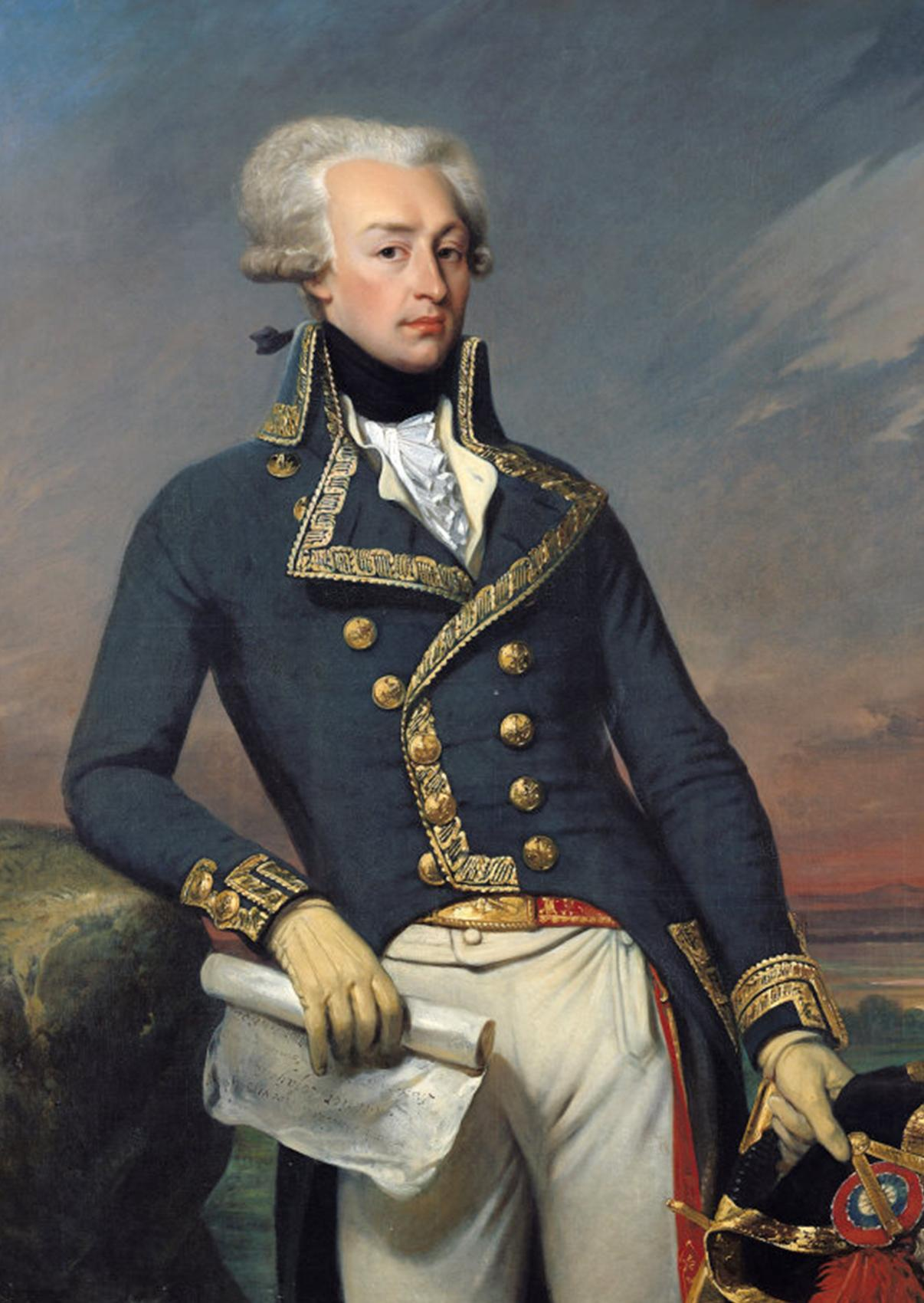
Gilbert du Motier Lafayette o Marquês de Lafayette

Em maio de 1784, o Marquês de Lafayette Gilbert Motier de Lafayette escreveu uma carta entusiasmada com o trabalho de Mesmer para George Washington. Lafayette escreveu:
| “ | Um médico alemão chamado Mesmer, fez a maior descoberta sobre o magnetismo animal, já com alunos formados, incluindo seu humilde servo é chamado um dos mais entusiastas. | ” |

Esta carta é seguida por uma do próprio Mesmer em 16 de junho, a Washington, cinco meses depois de confirmar que ele se reuniu Lafayette. Este último, desde então, com instrução sobre o magnetismo animal encontrou uma comunidade de “Shaker”  e viu uma semelhança entre as práticas de transe destes e as crises mesméricas. Lafayette também participa de rituais de indígenas norte americanos, convencido de que o magnetismo animal é a redescoberta de uma prática antiga e primitiva. Sabemos, contudo, que Benjamin Franklin e Thomas Jefferson foram ambos hostil à prática do magnetismo animal. Jefferson, que temiam uma onda de invasão do mesmerismo em seu país, enviou numerosos panfletos antimesmeristas e cópias dos relatórios das comissões para os amigos influentes.
Nos anos 1790, Elisha Perkins, membro fundador da Sociedade de Medicina da Connecticut, faz um uso terapêutico de placas de metal. A prática de Perkins não é bem recebida, assim tanto os médicos apoiadores do magnetismo animal quanto Perkins são excluídos da Sociedade Médica Connecticut.
Entre os que levaram o magnetismo animal para a América do Norte, há também o Sr. Joseph du Commun, dando suas primeiras lições de animais magnetismo em Nova York no ano de 1829 e Charles Poyen Saint Sauveur, que ensina a prática do mesmerismo em Massachusetts em 1834.
| “ | [Nos Estados Unidos] salvaguardas institucionais, ainda embrionário, não teve como na França o desenvolvimento de mesmerismo. | ” |

### No Brasil
O magnetismo animal no Brasil foi instaurado pelos primeiros homeopatas em solo brasileiro, com suas primeiras experiências com o chamado "fluido vital". Pode-se registrar seu primórdio no século XIX através do médico João Lopes ainda no período regencial do Brasil Império. Seu ínterim áureo foi a criação da Sociedade de Propaganda do Magnetismo e o Jury Magnético no Rio de Janeiro com seu reconhecimento em 3 de maio de 1862 por D. Pedro II.
No ano de 1877 Miguel Lemos e Raimundo Teixeira Mendes viajam a Paris e quando retornam ao Brasil, Miguel Lemos, inicia uma progressiva e enérgica ação positivista, fazendo sugir a lei contra o magnetismo animal no Código Penal de 1890.

## Desenvolvimento do Mesmerismo

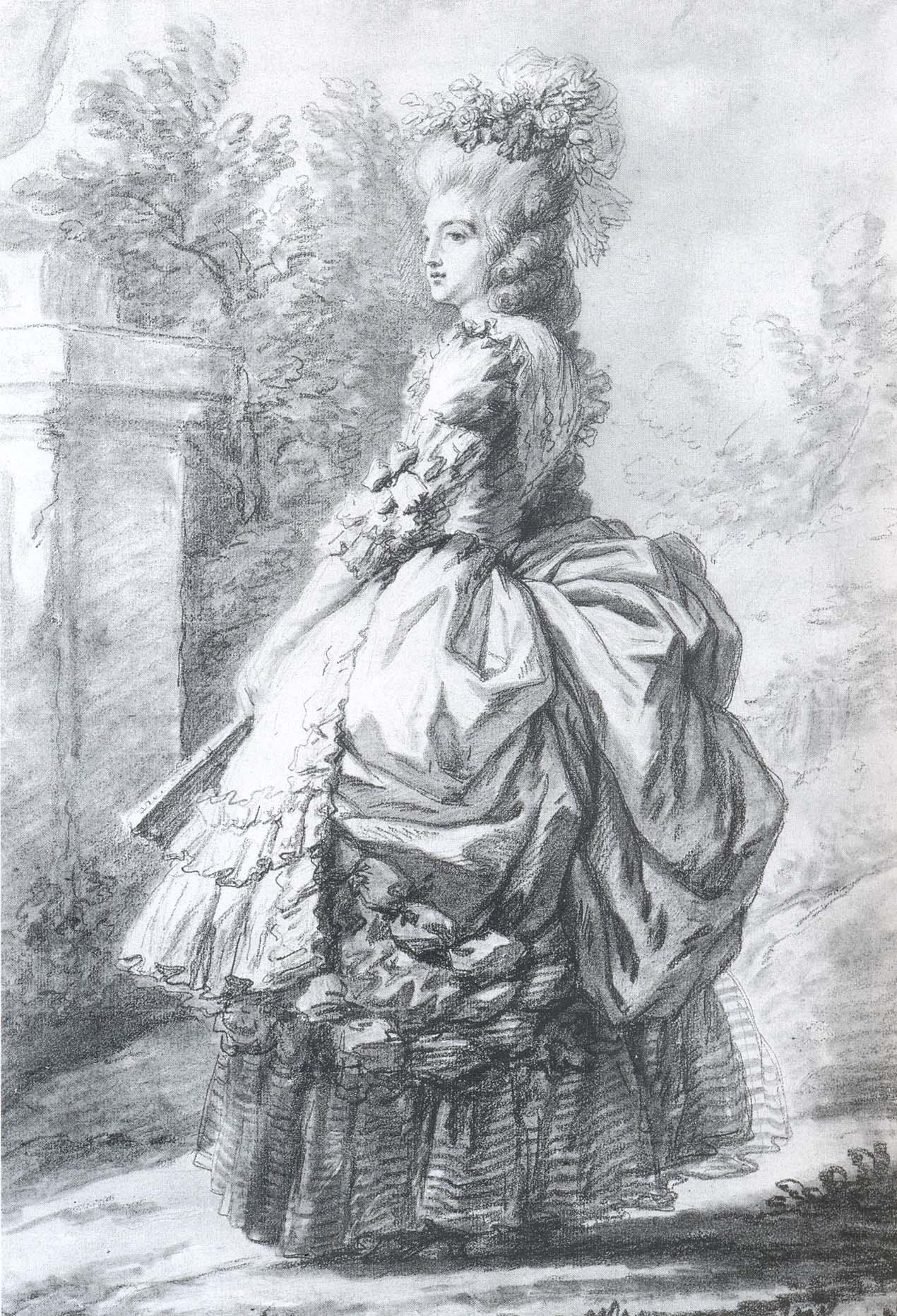
Maria Antonieta

No ano de 1781, Maria Antonieta ordena a Jean-Frédéric Phélypeaux de Maurepas negociar com Mesmer seus conhecimentos e ideais, ofereceram-lhe uma pensão vitalícia de 20.000 Livre tornesas francesas e mais 10.000 Livre tornesas francesas para abrir uma clínica se ele aceitasse a supervisão do governo, o que foi recusado, por não parecer muito generosa a oferta e porque ele se recusava a ser fiscalizado por aqueles que seriam seus alunos. Em 1782, ao ouvir que Charles Deslon tem adquirido clientes para o magnetismo animal, Mesmer reanima e com a ajuda de Bergasse e Kornmann inicia a propagação do Mesmerismo. Para isso criaram a Société de l'Harmonie Universelle(Sociedade da Harmonia Universal), seu objetivo é garantir a sobrevivência e vulgarização da doutrina e combater as ameaças das instituições governamentais e acadêmicas. Em 1785 Bergasse, Kornmann e D'Eprémesnil estando em discordância com os preceitos de Mesmer e condizencia da doutrina são excluídos da Sociedade. No ano de 1785 em junho, Mesmer encontra-se no Hotel de Coigny, a Rua Coq-Heron, tendo a instituição 343.764 livros de acordo com o tesoureiro da Sociedade. Em 1789, com a Revolução Francesa acontecendo ocorre seu desmantelamento, porém antes disso a organização-mãe de Paris continha quatrocentos e trinta membros e sucursais, além de suas sedes em Estrasburgo, Lyon, Bordeaux, Montpellier, Bayonne, Nantes, Grenoble, Dijon, Marseille, Castres, Douai e Nîmes. Neste período o mesmerismo iniciou sua propagação, não ficando circunscrito em território francês, o professor da Universidade de Yale e historiador de medicina, Arturo Castiglioni, comenta que:
| “ | Da França, o mesmerismo passou para a Inglaterra e chegou ao continente americano. O descrédito do mesmerismo decorreu da proliferação de impostores e charlatães, que se diziam magnetizadores e que usavam os mais diferentes processos para ludibriar os incautos | ” |

## Magnetismo e Hipnotismo

### Sonâmbulos e videntes

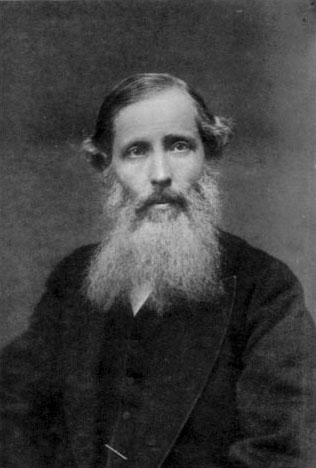
Henry Sidgwick

Outros magnetizadores e pesquisadores se denotam por estudar o fenômeno mesmérico denominado sonambulismo provocado, este é particularmente o caso do médico alemão Justinus Kerner, que fica interessado na famosa sonâmbula de Prevorst Friederike Hauffe, que vivia em permanente estado de transe. De acordo com Kerner, Friederike possuía o dom da segunda vista, fez prescrições de remédios onde médicos falharam, detinha muita sensíbilidade a determinadas substâncias. E mantinha-se quase permanente em contato com os espíritos.
Na França, citamos o caso do clarividente Leonid Pigeaire Montpellier que podia ler através dos corpos opacos. Em particular sabe-se que o físico François Arago, George Sand e Théophile Gautier participaram de experimentos com Leonide em Paris em 1838. Devemos também mencionar a famosa Alexis Didier, que foi notavelmente o maior objeto de experimentos conduzidos pelo professor Inglês Herbert Mayo no ano de 1850.
É neste período que surge o Espiritismo forjado no calor dos conceitos e estruturação mesmérica.

## O magnetismo e o espiritismo
Foi nesse período que o Espiritismo surgiu. Allan Kardec ainda definiu o Magnetismo e o Espiritismo como ciências irmãs na Revista Espírita:
| “ | O espiritismo liga-se ao magnetismo por laços íntimos, considerando-se que essas duas ciências são solidárias entre si. Os espíritos sempre preconizaram o magnetismo, quer como meio de cura, quer como causa primeira de uma porção de coisas; defendem a sua causa e vêm prestar-lhe apoio contra os seus inimigos. Os fenômenos espíritas têm aberto os olhos de muitas pessoas, que, ao mesmo tempo aderem ao magnetismo. Tudo prova, no rápido desenvolvimento do Espiritismo, que logo ele terá direito de cidadania. Enquanto espera, aplaude com todas as suas forças a posição que acaba de conquistar o Magnetismo, como um sinal incontestável do progresso das ideias. | ” |

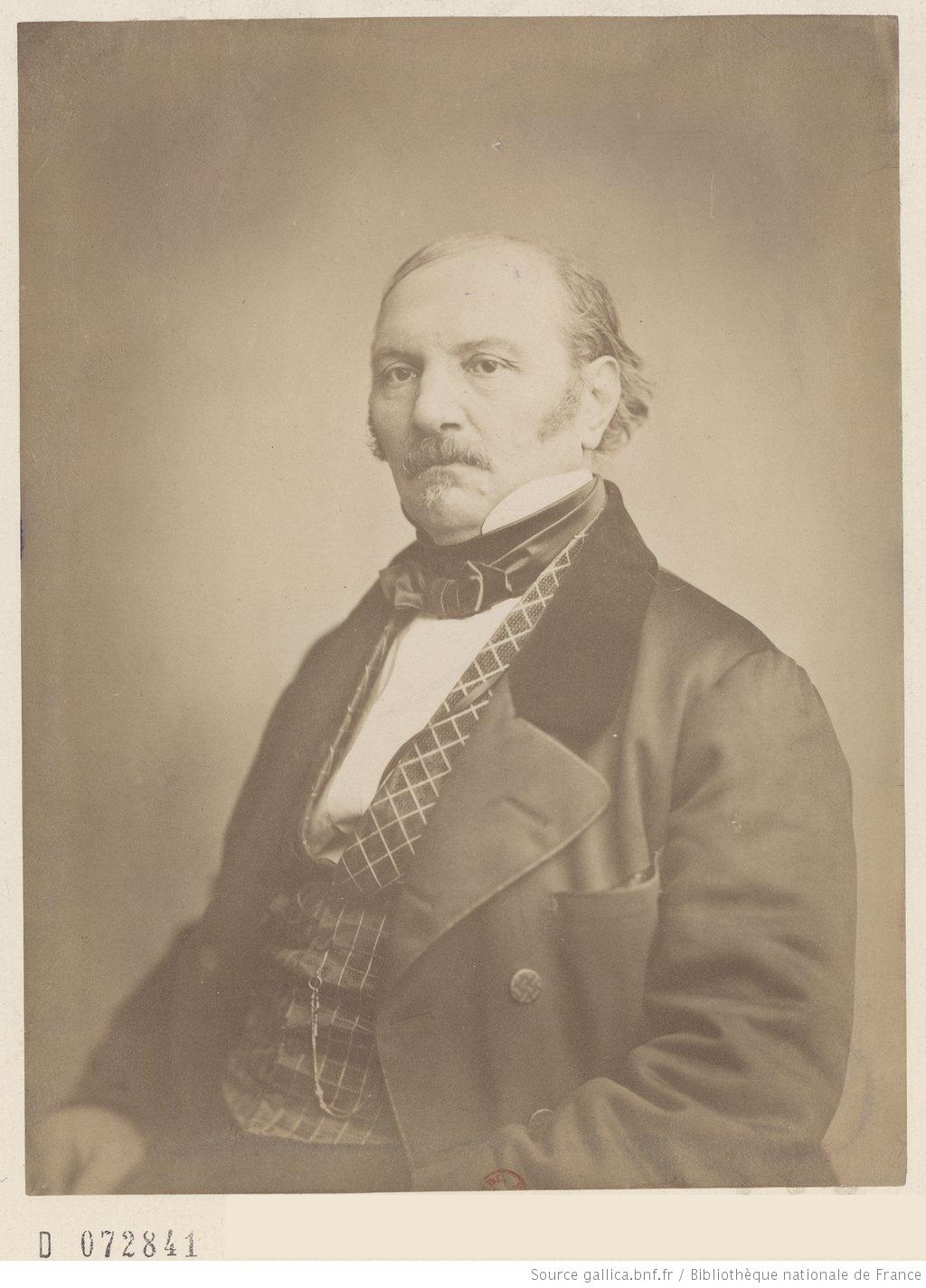
Allan Kardec codificador da doutrina Espírita

Segundo Kardec, o magnetismo haveria preparado o caminho para o espiritismo:
| “ | O Magnetismo preparou o caminho do Espiritismo, e o rápido progresso desta última doutrina se deve, incontestavelmente, à vulgarização das ideias sobre a primeira. Dos fenômenos magnéticos, do sonambulismo e do êxtase às manifestações espíritas não há mais que um passo; tal é a sua conexão que, por assim dizer, torna-se impossível falar de um sem falar do outro. Se tivéssemos que ficar fora da ciência magnética, nosso quadro seria incompleto e poderíamos ser comparados a um professor de física que se abstivesse de falar da luz. Todavia, como entre nós o magnetismo já possui órgãos especiais justamente acreditados, seria supérfluo insistirmos sobre um assunto que é tratado com tanta superioridade de talento e de experiência; a ele, pois, não nos referiremos senão acessoriamente, mas de maneira suficiente para mostrar as relações íntimas entre essas duas ciências que, a bem da verdade, não passam de uma. | ” |

Em 1875, o filósofo Inglês Henry Sidgwick começou a estudar cientificamente os médiuns espíritas, inaugurando o atual "ciência psíquica" com a criação da SPR, (Society for Psychical Research). Alguns anos mais tarde, juntamente com o filósofo William James, estudaram temas como a famosa "medium" Leonora Piper.
Na França, a metapsíquica emerge de 1905, em particular com o trabalho de Charles Richet. Richet, com estudiosos de renome mundial, tais psiquiatra Gilbert Ballet, Edouard Branly, Pierre Curie, Marie Curie, Henri Bergson e Jean Perrin, em 1905 iniciam experimentos com a médium napolitana Eusapia Palladino que se estende até o ano de 1907. Depois de 1910, os estudiosos de psicologia migrados da Alemanha iniciam um bloqueio a ascensão das ciências psicológicas, e, a controlar o conselho de estudiosos depois da morte de William James.

## O magnetismo animal e política
Entre os primeiros discípulos de Mesmer, existem muitos dos futuros líderes da Revolução Francesa entre eles o marquês de La Fayette, Jacques Pierre Brissot, Nicolas Bergasse, Adrien Duport, Jean-Louis Carra e Jean-Jacques Duval d'Eprémesnil. Quando Bergasse, Kornmann e D'Eprémesnil são excluídos da "Société de l'Harmonie" em 1785, Mesmer acusa-os de trair a finalidade original do movimento, ou seja, a luta contra "o despotismo das academias", e se estendem essa luta a guerra contra o despotismo político. Como Brissot, se juntou ao grupo no verão de 1785 e tornando-se adepto do magnetismo animal, acusou o governo francês de usar as academias para sufocar as novas verdades da ciência e da filosofia.
| “ | pelo qual o fluido magnético Mesmer explica a ação magnética afeta todos os homens e manifestar a sua igualdade essencial para além das distinções sociais. | ” |

Mas, neste momento, é reconhecido apenas aos reis o poder de curar o doente pelo toque. Este poder do rei da França para curar as pessoas que sofriam de escrófula é reconhecida a partir do séc XI e confirmava o direito divino que levava o cargo de monarca. Assim, o magnetismo era em prática uma grande ameaça à ordem política da época. Durante a revolução, o magnetismo animal retorna, dispersos pela emigração e convulsão social, porém não incluso no âmbito do Primeiro Império ou sob a égide da Restauração francesa.
Em 1815, a Baronesa Barbara Juliane von Vietinghoff, chegou em Paris com o exército russo rodeado de magnetizadores dentre estes Puységur e Bergasse. Bergasse recebeu muitas vezes a solicitação do czar Alexandre I da Rússia para participar de seu passeio.

## O magnetismo animal perante a filosofia

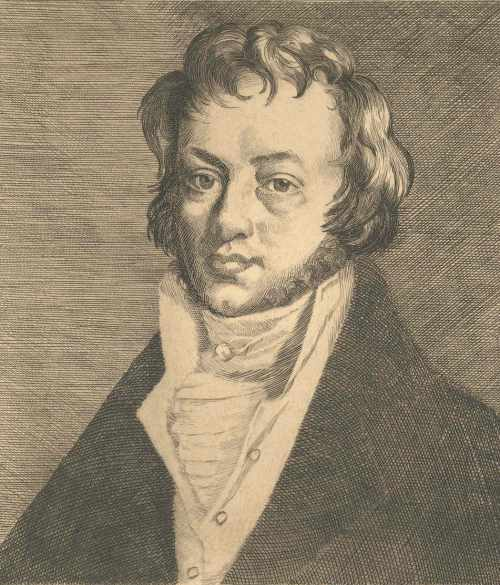
André-Marie Ampère

O filósofo Maine de Biran, como seu amigo, o físico André-Marie Ampère, era apaixonado por magnetismo animal. Para entender o sonambulismo, Maine de Biran começa pela definição do sono como 
| “ | a suspensão do esforço e do corpo docente voluntário (que podem deixar no trabalho a capacidade de) sentir ou receber impressões e ser afetado. | ” |

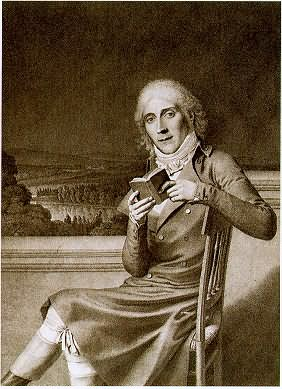
Maine de Biran

Distingue as impressões obscuros que nunca acessam a representação real das percepções completas que exigem que eu seja a atividade representativa. Ele sugere que, no estado de sonambulismo, impressões obscuros, 
| “ | uma multidão de impressões nula ou ineficaz no estado ordinário, tornou-se tão sensível, poderia ser usado como sinais ou meios de comunicação entre o magnetizador e o magnetizado. | ” |

Assim, o que revela o estado de sonambulismo, o impacto de uma vida por trás da qual participamos, por meio da imaginação passiva, a animalidade. A partir desta perspectiva, o estado magnético é 
| “ | ...a revelação do filho com quem são tecidos, muitas vezes sem o nosso conhecimento, todas as relações entre os seres humanos. | ” |

Em geral, na França, a filosofia acadêmica gradualmente foi ganha pelo racionalismo positivista, sendo aos pouco perdido o interesse pelo magnetismo.
Na Alemanha, no entanto, o magnetismo animal é objeto de referências constantes entre maiores pensadores como: Hegel, Schelling, Fichte, Schopenhauer e Gustav Fechner. Georg Wilhelm Friedrich Hegel, que leu Hufeland, Kluge e Schelling fala do magnetismo animal, no início da terceira parte de sua Enciclopédia das Ciências Filosóficas intitulado Filosofia da Mente. Hegel também menciona o magnetismo animal na sua correspondência com o filósofo Friedrich Wilhelm Joseph von Schelling (irmão de Karl Schelling) e seu ex-aluno, o holandês Pieter van Ghert Gabriel. Em uma carta a este último, ele escreveu sobre o magnetismo animal: 
| “ | O efeito parece-me descansar na simpatia uma individualidade animal, pode contrair com o outro, na medida em que a simpatia do último com si mesmo, sua fluidez a si mesmo, é inibida ou parado | ” |

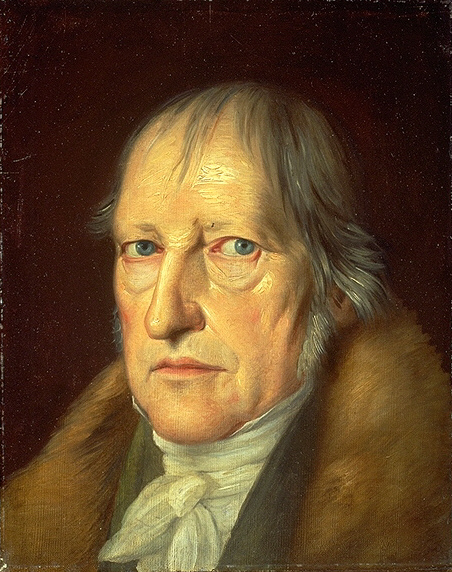
Georg Wilhelm Friedrich Hegel

Para Hegel, embora, do ponto de vista da consciência, o estado magnético está caindo, a perda, o perigo, a fonte de muitos erros, é este o início da consciência da doença, não é a não ser que, por si só, uma bênção, pois renova o "’’alma sensível’’" mergulhando o indivíduo em que se encontra por trás do magnetismo animal, o ser humano recupera um pouco do seu sentimento de vida que ele perdeu com a consciência.

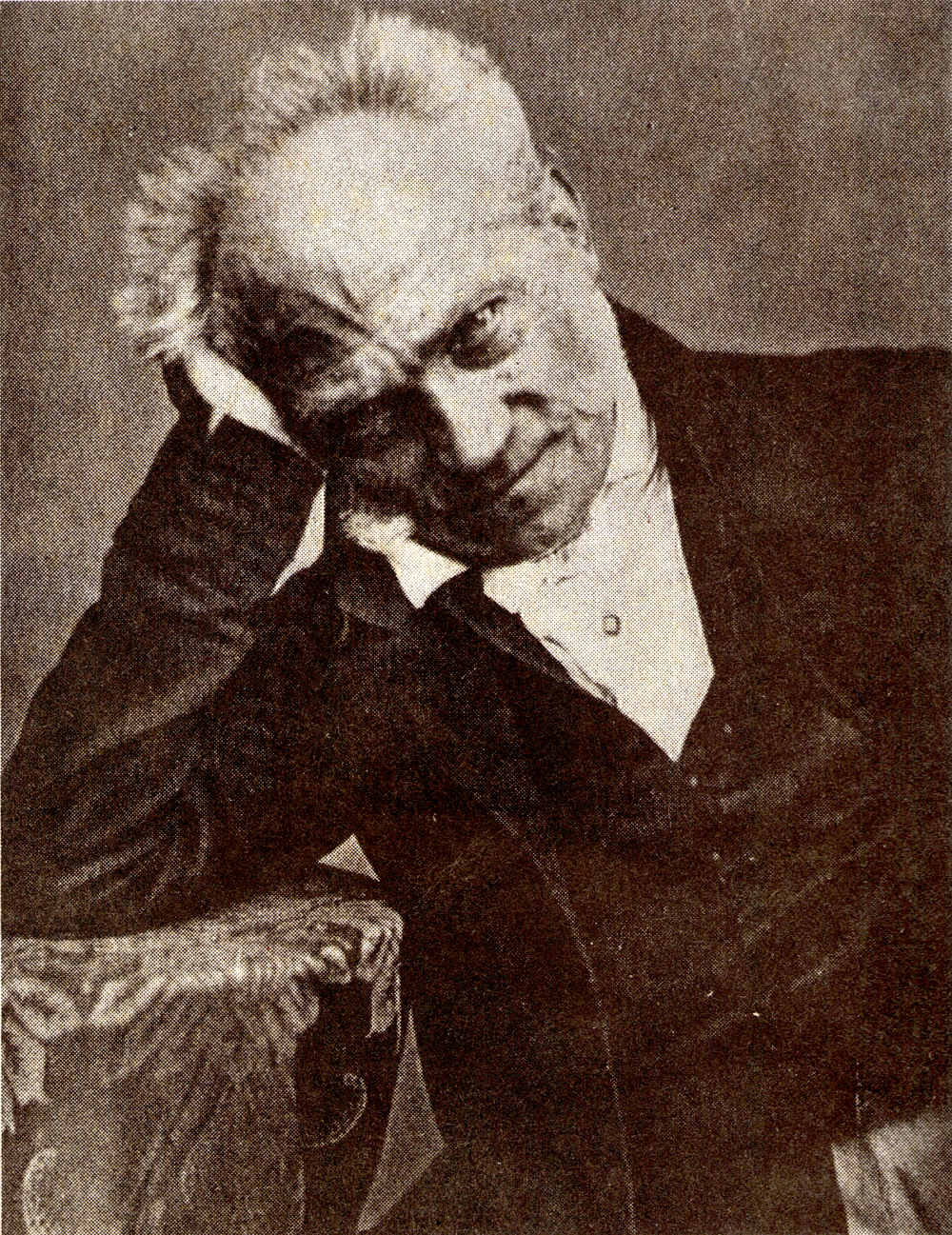
Arthur Schopenhauer

Para Schopenhauer, o magnetismo animal é uma função da vida, tendo sua sede no sistema linfático, que seria o centro da vida inconsciente, tendo o centro da vida psíquica estritamente temporal no sistema cerebral, sendo ele o centro da vida consciente. Ele considerava que o transe sonambúlico era um trabalho realizado por ambos sistemas, normalmente separadas da consciência vigilante e das sensações originais do paciente. Schopenhauer sugere ainda que um processo semelhante ao do paciente inconsciente tem lugar em paralelo com o terapeuta. Para ele, a influência do magnetismo é exercida não apenas como um parente de uma mente com outra, mas também como uma comunicação pessoal, sem contato físico direto, mais sutil, mais indireto, mais velada. Nos suplementos para o quarto livro de O Mundo como Vontade e Representação, ele fez a conexão entre o amor, a sexualidade, a magia e o relatório-magnetizador, sendo expressões diferentes do mesmo fenômeno universal de simpatia entre os seres vivos.
Em 1836 Schopenhauer dedicou dois textos ao magnetismo animal. O primeiro em Vontade da Natureza (30 páginas), onde lemos:
| “ | ... No magnetismo animal, vemos imediatamente a ruína dos "principium individuationis" (espaço e tempo) que pertence ao reino da mera aparência. As barreiras que impõe aos indivíduos e entre eles estão quebrados; entre magnetizador e sonâmbulo, o espaço já não é uma separação, a comunidade de pensamentos e a Vontade de movimento são estabelecidas. O estado magnético leva o indivíduo além das condições que fazem parte do fenômeno simples, determinados pelo espaço e o tempo, que são chamados de proximidade e distância, presente e futuro. | ” |

Em Parerga e Paralipomena (1851), capítulo 5 do primeiro livro (60 páginas) é dedicado a Aparições e a fatos relacionados ao mesmerismo. Nele, Schopenhauer afirmou: "Quem atualmente duvida dos fatos do magnetismo animal e de sua clarividência não deve ser chamado de cético, mas de ignorante".
A especulação e elaboração do conceito filosófico de inconsciente desenvolveu-se em grande parte junto com e a partir de a prática do mesmerismo. Noções de estados alterados de consciência e diversas outras surgiram a partir dele. Gotthilf Heinrich von Schubert e Carl Gustav Carus escreveram obras e teorias psicológicas sobre o assunto. Carl Jung atribuiria a Mesmer os primórdios da noção de inconsciente. Segundo o historiador Henri Ellenberger, "de 1784 a até cerca de 1880, o sonambulismo artificial foi o método principal de se ganhar acesso à mente inconsciente".